# خاچیک داشتنتس
خاچیک داشتنتس (ارمنی: Խաչիկ Դաշտենց؛ ۲۵ مهٔ ۱۹۱۰ – ۹ مارس ۱۹۷۴) مترجم، نویسنده، و شاعر اهل ارمنستان بود.

## زندگی
در ساسون، ارمنستان غربی به دنیا آمد. پس از وقوع نسل‌کشی ارمنی‌ها به ایروان نقل مکان نمود و در سال ۱۹۳۲ از دانشگاه دولتی ایروان فارغ‌التحصیل شد.

## نگارخانه

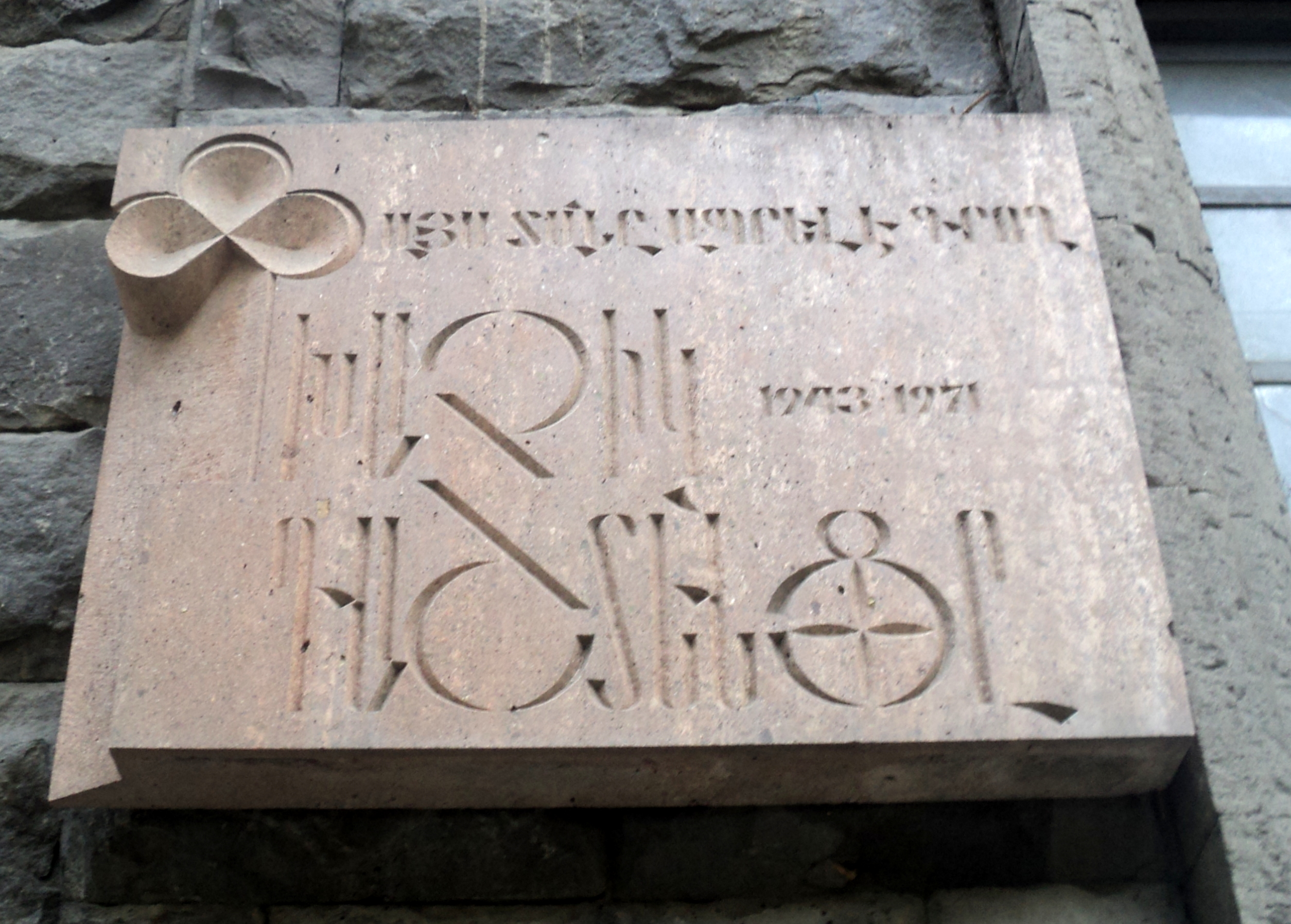
پلاک یادبود